# Římský rituál
Římský rituál (Rituale romanum) je liturgická kniha obsahující bohoslužebné předpisy a texty římskokatolické církve pro udílení svatých svátostí, svátostin a žehnání, (exorcismus, křest, biřmování, sňatek, pomazání nemocných, pohřeb, aj.) krom obřadu mše svaté, který je obsažen v tzv. misále. Zprvu měla každá diecése vlastní rituál, po tridentském koncilu roku 1614 vydal papež Pavel V. Rituale romanum, které obsahovalo dosavadní formu udílení sv. svátostí a svátostin v jeho vlastní, tedy římské diecési a podobně jako římský misál se stalo závazné pro celou latinskou církev, krom diecésí a církevních řádů s vlastní liturgickou praxí starší více než 200 let (např. milánská tzv. ambrosiánská, dominikánský ritus a pod.)  
První rituál pro pražskou arcidiecési vydal arcibiskup Jan Josef Breuner (1641–1710) v roce 1700.  
V moravské církevní provincii vyšla naposledy v roce 1932 tzv. agenda, která vedle původních latinských textů římského rituálu tyto i nahradila, nebo doplnila jejich českými překlady a přidala texty podle místních liturgických zvyků. 
Poslední vydání pro latinskou církev pochází z roku 1999.